# Lista de aeroportos da Bahia

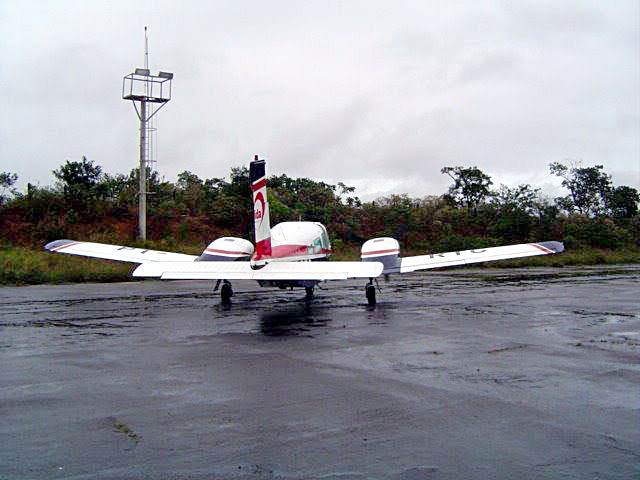
Aeronave na pista do Aeroporto de Itaberaba

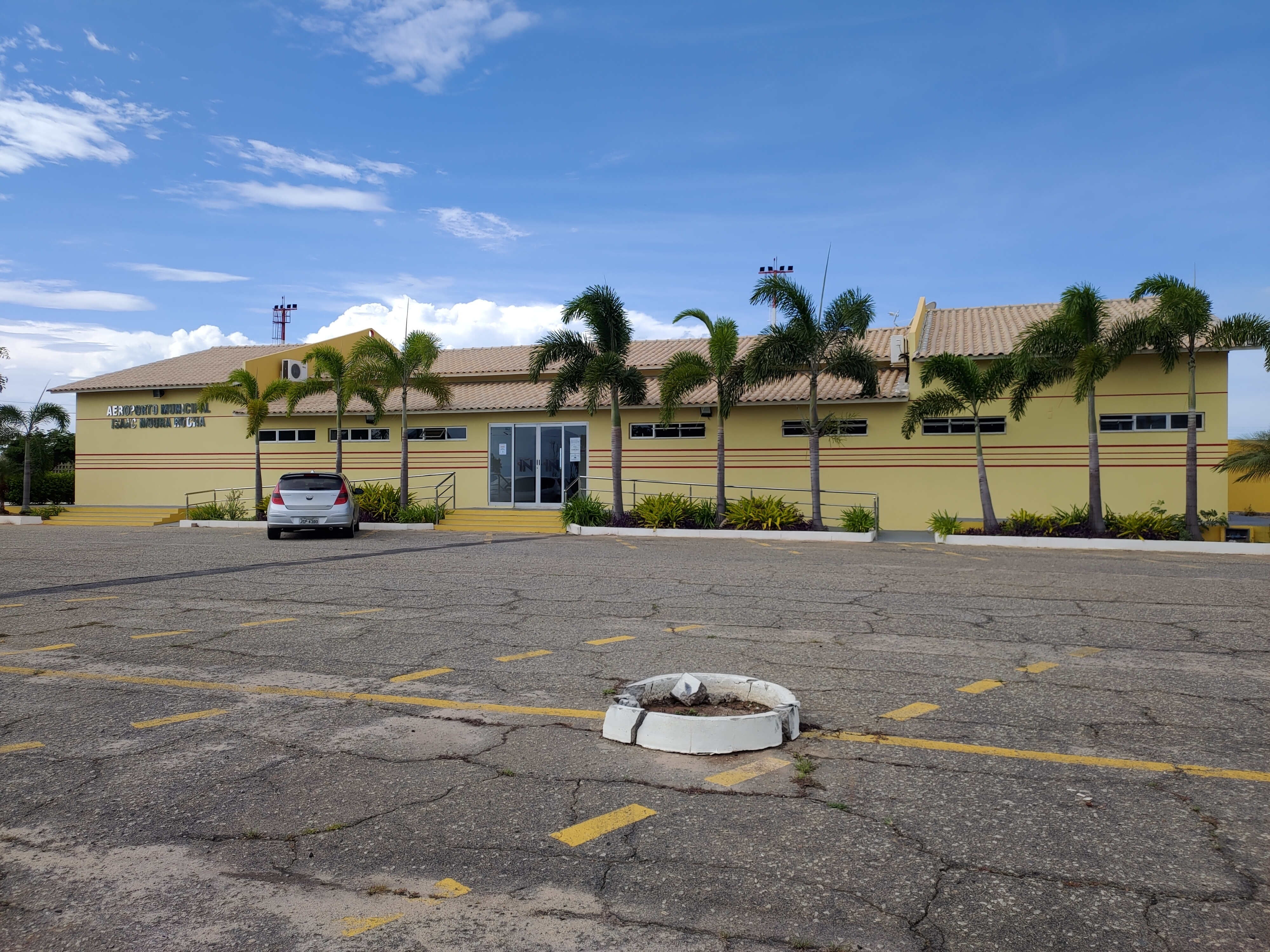
Aeroporto Municipal Issac Moura Rocha, em Guanambi

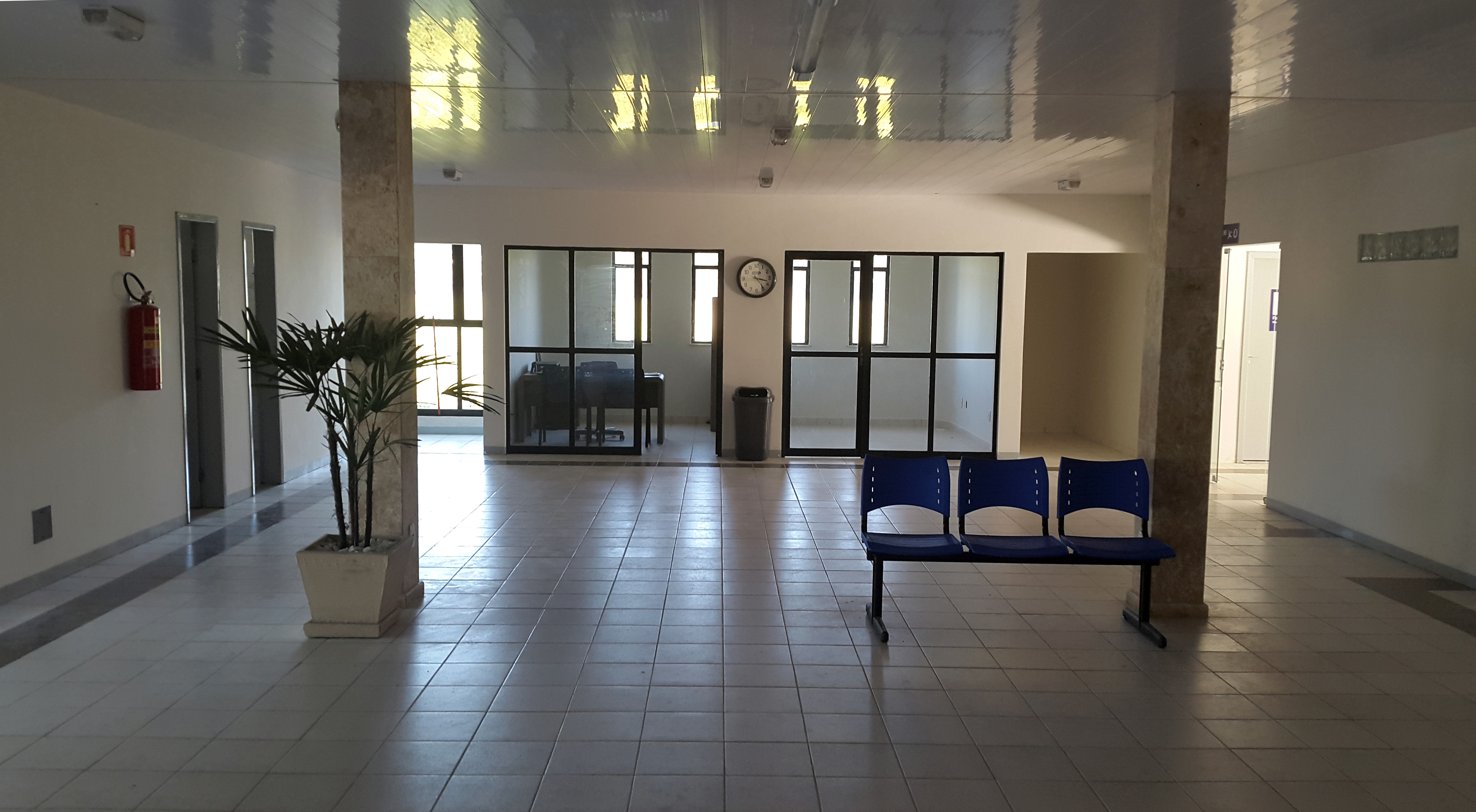
Saguão do Aeroporto de Teixeira de Freitas

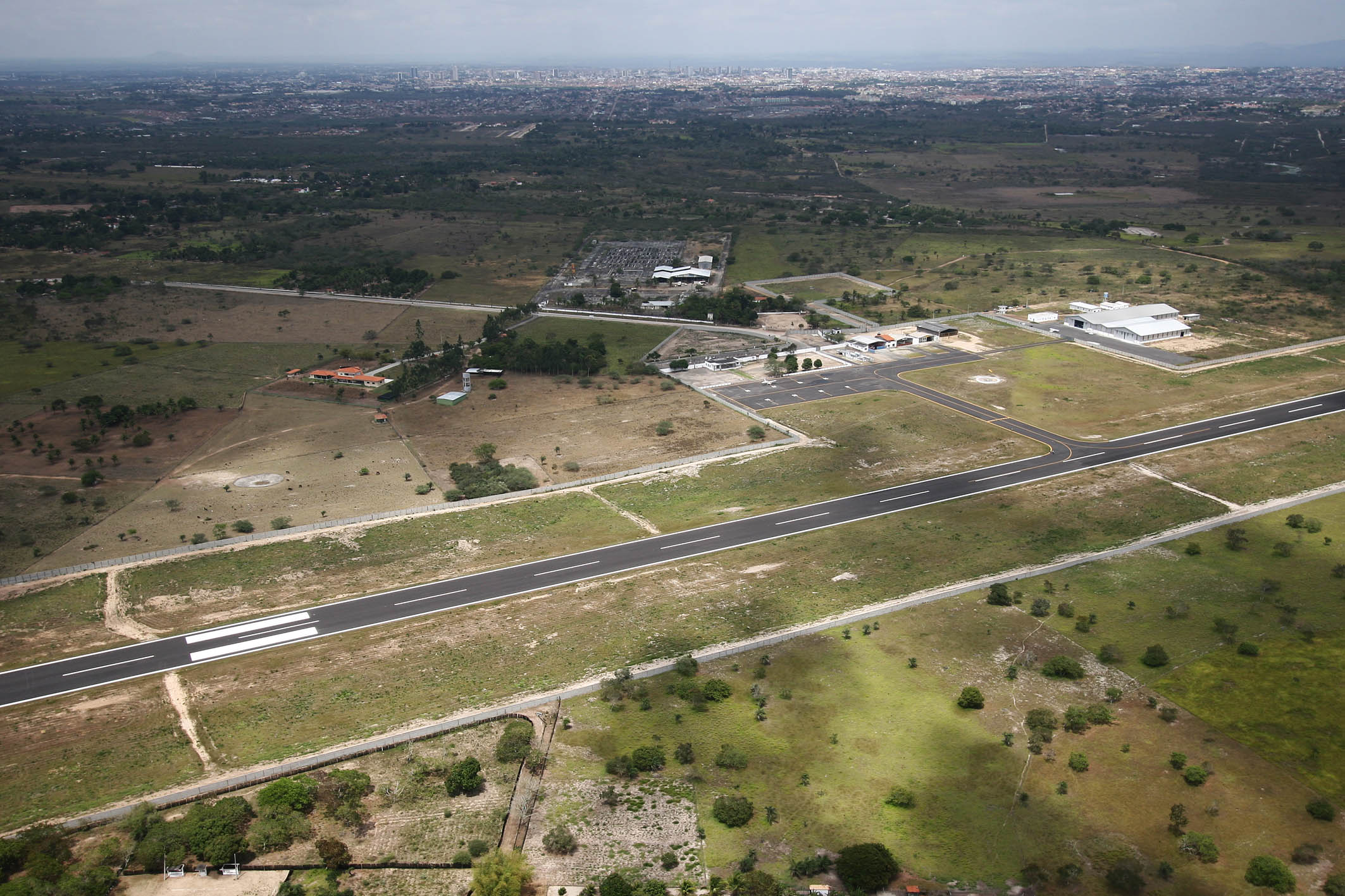
Vista aérea da pista do Aeroporto João Durval Carneiro, em Feira de Santana

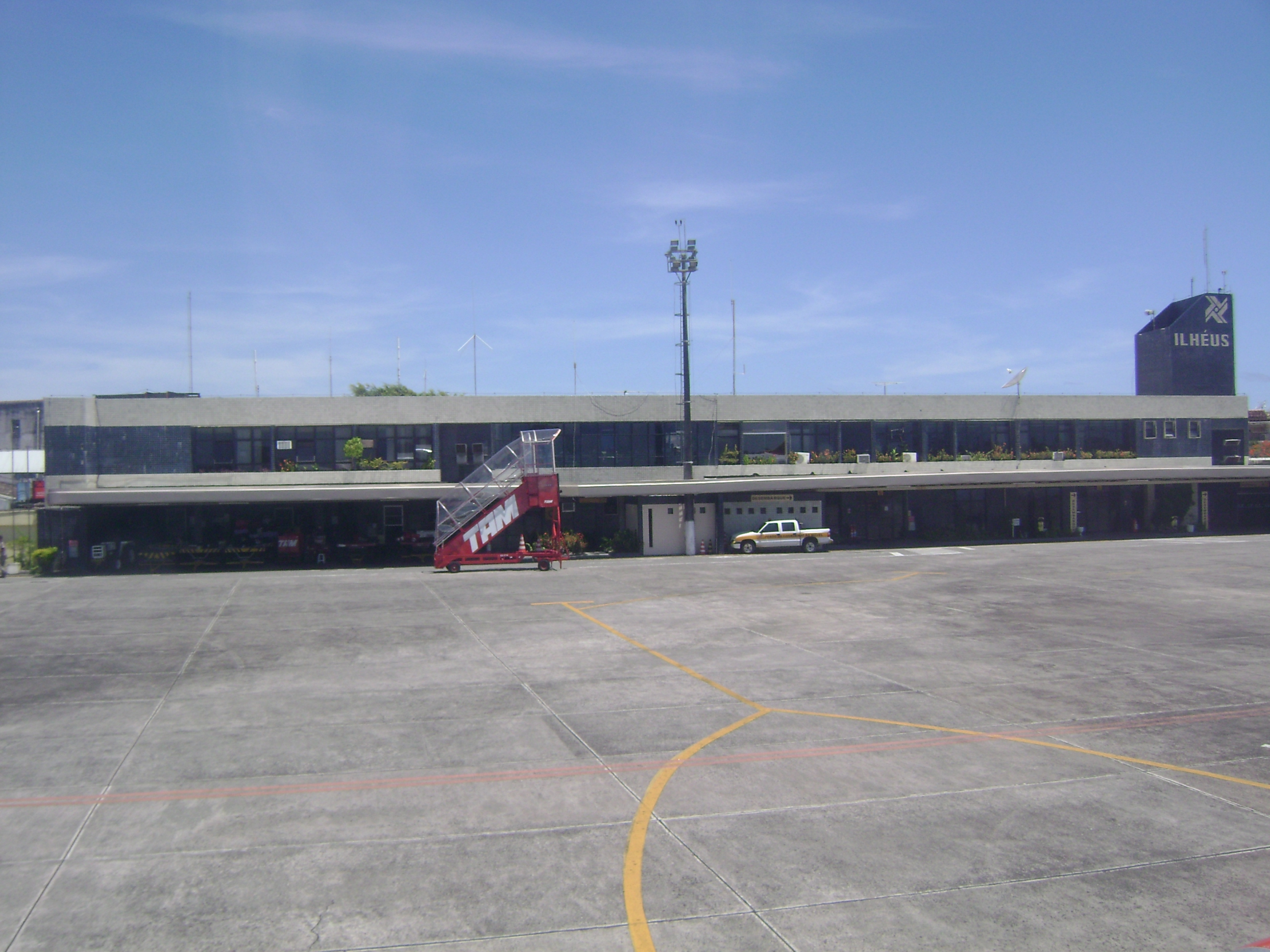
Terminal de passageiros do Aeroporto de Ilhéus Jorge Amado

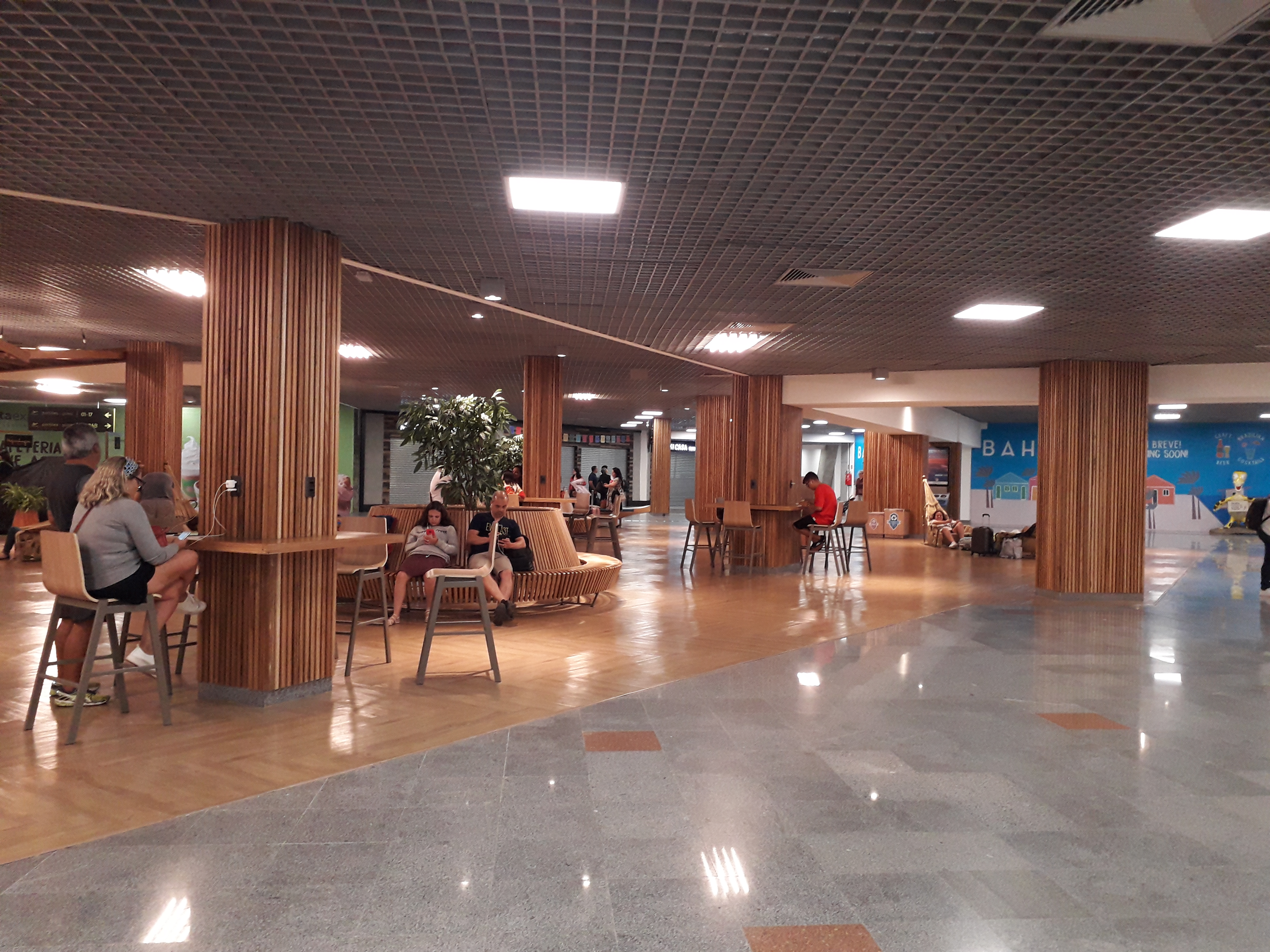
Interior do terminal de passageiros do Aeroporto Internacional de Salvador em 2017

Lista de aeroportos da Bahia, constando o nome oficial do aeroporto, o código IATA e/ou o código ICAO e o município onde tal aeroporto se encontra:

## Internacionais

### Federais
- Aeroporto Internacional Dep. Luís Eduardo Magalhães (IATA: SSA, ICAO: SBSV) - Salvador (Concedido).[1]

### Estaduais
- Aeroporto de Porto Seguro (IATA: BPS, ICAO: SBPS) - Porto Seguro (Concedido).[2]

## Regionais

### FederaisInfraero
- Aeroporto de Paulo Afonso (IATA: PAV, ICAO: SBUF) - Paulo Afonso

### Estaduais
- Aeroporto de Barreiras (IATA: BRA, ICAO: SNBR) - Barreiras
- Aeroporto de Bom Jesus da Lapa (IATA: LAZ, ICAO: SBLP) - Bom Jesus da Lapa
- Aeroporto de Feira de Santana (IATA: FEC, ICAO: SNJD) - Feira de Santana
- Aeroporto de Ilhéus (IATA: IOS, ICAO: SBIL) - Ilhéus (Concedido).[3]
- Aeroporto de Lençóis (IATA: LEC, ICAO: SBLE) - Lençóis
- Aeroporto de Paulo Afonso (IATA: PAV, ICAO: SBUF) - Paulo Afonso
- Aeroporto de Una-Comandatuba (IATA: UNA, ICAO: SBTC) - Una (Concedido).[3]
- Aeroporto de Valença (IATA: VAL, ICAO: SNVB) - Valença
- Aeroporto Glauber Rocha (IATA: VDC, ICAO: SBVC) - Vitória da Conquista (Concedido).[3]
- Aeroporto Municipal Isaac Moura Rocha (IATA: GNM, ICAO: SNGI) - Guanambi (Concedido).[4]

### Municipais[5]
- Aeroporto de Alagoinhas (IATA: ***, ICAO: SNAQ) - Alagoinhas (Desativado e excluído do cadastro da Agência Nacional de Aviação Civil).[6]
- Aeroporto de Amargosa (IATA: ***, ICAO: SNAZ) - Amargosa (Desativado e excluído do cadastro da Agência Nacional de Aviação Civil).[7]
- Aeroporto de Barra (IATA: BQQ, ICAO: SNBX) - Barra
- Aeroporto de Boquira (IATA: ***, ICAO: SNBO) - Boquira (Desativado e excluído do cadastro da Agência Nacional de Aviação Civil).[nota 1][8]
- Aeroporto de Brotas de Macaúbas (IATA: ***, ICAO: SNKO) - Brotas de Macaúbas (Desativado e excluído do cadastro da Agência Nacional de Aviação Civil).[9]
- Aeroporto de Caculé (IATA: ***, ICAO: SDLK) - Caculé (Desativado e excluído do cadastro da Agência Nacional de Aviação Civil).[10]
- Aeroporto de Caetité (IATA: ***, ICAO: SNIE) - Caetité
- Aeroporto da Fazenda Cana Brava (IATA: ***, ICAO: SNCN) - Alcobaça
- Aeroporto de Canudos (IATA: ***, ICAO: SNKU) - Canudos (Desativado e excluído do cadastro da Agência Nacional de Aviação Civil).[11]
- Aeroporto de Caravelas (IATA: CRQ, ICAO: SBCV) - Caravelas
- Aeroporto de Carinhanha (IATA: ***, ICAO: SNNH) - Carinhanha (Desativado e excluído do cadastro da Agência Nacional de Aviação Civil).[12]
- Aeroporto de Cipó (IATA: ***, ICAO: SNIO) - Cipó
- Aeroporto de Euclides da Cunha (IATA: ***, ICAO: SNCQ) - Euclides da Cunha (Desativado e excluído do cadastro da Agência Nacional de Aviação Civil).[13]
- Aeroporto de Correntina (IATA: ***, ICAO: SNTY) - Correntina (Desativado e excluído do cadastro da Agência Nacional de Aviação Civil).[14]
- Aeroporto da Divisa (IATA: ***, ICAO: SNDW) - Encruzilhada (Desativado e excluído do cadastro da Agência Nacional de Aviação Civil).[15]
- Aeroporto de Esplanada (IATA: ***, ICAO: SNES) - Esplanada (Desativado e excluído do cadastro da Agência Nacional de Aviação Civil).[16]
- Aeroporto de Eunápolis (IATA: ***, ICAO: ****) - Eunápolis (Foi interditado em 3 de junho de 2004,[17] consequentemente desativado e transformado em área residencial[nota 2]).
- Aeroporto de Ibotirama (IATA: ***, ICAO: SNIT) - Ibotirama
- Aeroporto de Ipiaú (IATA: IPU, ICAO: SNIU) - Ipiaú (Proibição de operações de pouso de aeronaves de asa fixa).[18]
- Aeroporto de Irecê (IATA: IRE, ICAO: SNIC) - Irecê
- Aeroporto Herbert da Mata Pires (IATA: ***, ICAO: SNHP) - Itaberaba
- Aeroporto de Itapetinga (IATA: ***, ICAO: SNIP) - Itapetinga
- Aeroporto de Ituberá (IATA: ITE, ICAO: SNZW) - Ituberá (Interditado).[19]
- Aeroporto de Jacobina (IATA: JCM, ICAO: SNJB) - Jacobina
- Aeroporto de Jequié (IATA: JEQ, ICAO: SNJK) - Jequié
- Aeroporto de Livramento de Nossa Senhora (IATA: ***, ICAO: SNLB) - Livramento de Nossa Senhora (Desativado e transformado em área residencial[nota 3]).
- Aeroporto de Macaúbas (IATA: ***, ICAO: SNMC) - Macaúbas (Desativado e excluído do cadastro da Agência Nacional de Aviação Civil).[20]
- Aeroporto de Maracás (IATA: ***, ICAO: SNMJ) - Maracás (Proibição de operações de pouso de aeronaves de asa fixa).[21]
- Aeroporto de Maraú (IATA: ***, ICAO: SNMR) - Maraú (Interditado).[22]
- Aeroporto de Morro do Chapéu (IATA: ***, ICAO: SNOC) - Morro do Chapéu
- Aeroporto de Mucugê (IATA: CHD, ICAO: SNQU) - Mucugê (Interditado).[23]
- Aeroporto de Palmeiras (IATA: ***, ICAO: SNPM) - Palmeiras (Desativado e excluído do cadastro da Agência Nacional de Aviação Civil).[24]
- Aeroporto de Paramirim (IATA: ***, ICAO: SNBZ) - Paramirim (Interditado).[25]
- Aeroporto de Pilão Arcado (IATA: ***, ICAO: SNYD) - Pilão Arcado (Desativado e excluído do cadastro da Agência Nacional de Aviação Civil).[26]
- Aeroporto de Piritiba (IATA: ***, ICAO: SNTR) - Piritiba
- Aeroporto de Poções (IATA: ***, ICAO: SNZP) - Poções (Desativado e excluído do cadastro da Agência Nacional de Aviação Civil).[27]
- Aeroporto de Prado (IATA: PDF, ICAO: SNRD) - Prado
- Aeroporto de Queimadas (IATA: ***, ICAO: SNQM) - Queimadas (Desativado e excluído do cadastro da Agência Nacional de Aviação Civil).[28]
- Aeroporto de Remanso (IATA: ***, ICAO: SNRM) - Remanso
- Aeroporto de Rio de Contas (IATA: ***, ICAO: SDLE) - Rio de Contas (Desativado e excluído do cadastro da Agência Nacional de Aviação Civil).[29]
- Aeroporto de Santa Maria da Vitória (IATA: ***, ICAO: SNVD) - Santa Maria da Vitória
- Aeroporto de Santana dos Brejos (IATA: ***, ICAO: SNDJ) - Santana (Desativado e excluído do cadastro da Agência Nacional de Aviação Civil).[30]
- Aeroporto Sócrates Rezende (IATA: CNV, ICAO: SNED) - Canavieiras (Interditado).[31]
- Aeroporto de Sento Sé (IATA: ***, ICAO: SNSE) - Sento Sé
- Aeroporto de Teixeira de Freitas (IATA: TXF, ICAO: SNTF) - Teixeira de Freitas (Concedido).[32]
- Aeroporto de Valente (IATA: ***, ICAO: SNVV) - Valente (Desativado e excluído do cadastro da Agência Nacional de Aviação Civil).[33]
- Aeroporto Pedro Otacílio Figueiredo (IATA: VDC, ICAO: SBQV) - Vitória da Conquista (Desativado).[34]
- Aeroporto de Xique-Xique (IATA: ***, ICAO: SNXQ) - Xique-Xique

## Outros aeródromos
Até outubro de 2021 a Bahia possuia 177 aeródromos privados cadastrados na Agência Nacional de Aviação Civil.

### Municipais
- Aeroporto de Belmonte (IATA: BVM, ICAO: ***) - Belmonte
- Aeroporto de Campo Alegre de Lourdes (IATA: CAL, ICAO: SSRK) - Campo Alegre de Lourdes (Desativado e excluído do cadastro da Agência Nacional de Aviação Civil).[36]
- Aeroporto de Campo Formoso (IATA: ***, ICAO: SNJF) - Campo Formoso
- Aeroporto de Cocos (IATA: ***, ICAO: SNKC) - Cocos
- Aeroporto de Gentio do Ouro (IATA: ***, ICAO: SNGT) - Gentio do Ouro (Desativado e excluído do cadastro da Agência Nacional de Aviação Civil).[37]
- Aeroporto de Ituaçu (IATA: ***, ICAO: SNYT) - Ituaçu
- Aeroporto de Mucuri (IATA: MVS, ICAO: SNMU) - Mucuri
- Aeroporto de Itaberaba (IATA: ***, ICAO: SNIC) - Itaberaba
- Aeroporto de Piatã (IATA: ***, ICAO: SNPI) - Piatã
- Aeroporto de Santa Rita de Cássia (IATA: ***, ICAO: SNKS) - Santa Rita de Cássia
- Aeroporto Lorenzo (IATA: MXQ, ICAO: SNLC) - Cairu
- Aeroporto Tertuliano Guedes de Pinho (IATA: ITN, ICAO: SWTX) - Itabuna

### Privados[35]
- Aeroclube da Bahia (IATA: ***, ICAO: SNVR) - Vera Cruz
- Aeroporto ABA (IATA: ***, ICAO: SNDH) - Barreiras
- Aeroporto Agrovale (IATA: ***, ICAO: SNAV) - Juazeiro
- Aeroporto Aníbal Azevedo Filho (IATA: ***, ICAO: SJHF) - Mata de São João
- Aeroporto de Barra Grande (IATA: MUU, ICAO: SIRI) - Maraú
- Aeroporto de Luís Eduardo Magalhães (IATA: ***, ICAO: SWNB) - Luís Eduardo Magalhães
- Aeroporto da Fazenda Soya (IATA: ***, ICAO: SNDQ) - São Desidério
- Aeroporto Engenheiro Joaquim Martins (IATA: ***, ICAO: SNIM) - Iramaia[nota 4]
- Aeroporto Outeiro das Brisas (IATA: ***, ICAO: SNEC) - Porto Seguro
- Aeroporto Mina Caraíba (IATA: ***, ICAO: SNMI) - Jaguarari
- Aeroporto Sócrates Mariani Bittencourt (IATA: BMS, ICAO: SNBU) - Brumado
- Aeroporto Terravista (IATA: ***, ICAO: SBTV) - Porto Seguro
- Aeroporto Usina Santa Cruz (IATA: ***, ICAO: SNSU) - Santa Cruz Cabrália

| Município               | Quantidade |
| ----------------------- | ---------- |
| Araçás                  | 1          |
| Araci                   | 1          |
| Baianópolis             | 1          |
| Baixa Grande            | 2          |
| Barra do Choça          | 1          |
| Barreiras               | 8          |
| Belmonte                | 2          |
| Bom Jesus da Lapa       | 2          |
| Bonito                  | 1          |
| Brejolândia             | 1          |
| Cairu                   | 3          |
| Camaçari                | 1          |
| Campo Alegre de Lourdes | 1          |
| Campo Formoso           | 1          |
| Canavieiras             | 1          |
| Canudos                 | 1          |
| Caravelas               | 1          |
| Cocos                   | 5          |
| Condeúba                | 1          |
| Coração de Maria        | 1          |
| Correntina              | 21         |
| Cotegipe                | 1          |
| Cristópolis             | 1          |
| Eunápolis               | 2          |
| Formosa do Rio Preto    | 16         |
| Gentio do Ouro          | 1          |
| Ilhéus                  | 1          |
| Ipirá                   | 1          |
| Iramaia                 | 2          |
| Itabuna                 | 1          |
| Itaetê                  | 1          |
| Itaju do Colônia        | 1          |
| Ituaçu                  | 1          |
| Ituberá                 | 1          |
| Jaborandi               | 13         |
| Jaguarari               | 1          |
| Juazeiro                | 1          |
| Luís Eduardo Magalhães  | 9          |
| Macaúbas                | 1          |
| Malhada de Pedras       | 1          |
| Maraú                   | 1          |
| Mata de São João        | 2          |
| Mucugê                  | 1          |
| Mucuri                  | 2          |
| Nova Viçosa             | 1          |
| Piatã                   | 1          |
| Planalto                | 1          |
| Porto Seguro            | 6          |
| Prado                   | 1          |
| Riachão das Neves       | 5          |
| Ruy Barbosa             | 1          |
| Santa Cruz Cabrália     | 1          |
| Santa Rita de Cássia    | 3          |
| Santana                 | 1          |
| São Desidério           | 28         |
| São Sebastião do Passé  | 1          |
| Serra do Ramalho        | 1          |
| Sítio do Mato           | 1          |
| Ubaíra                  | 1          |
| Utinga                  | 1          |
| Vera Cruz               | 1          |
| Vitória da Conquista    | 1          |
| Wanderley               | 1          |